# Gustav Fock

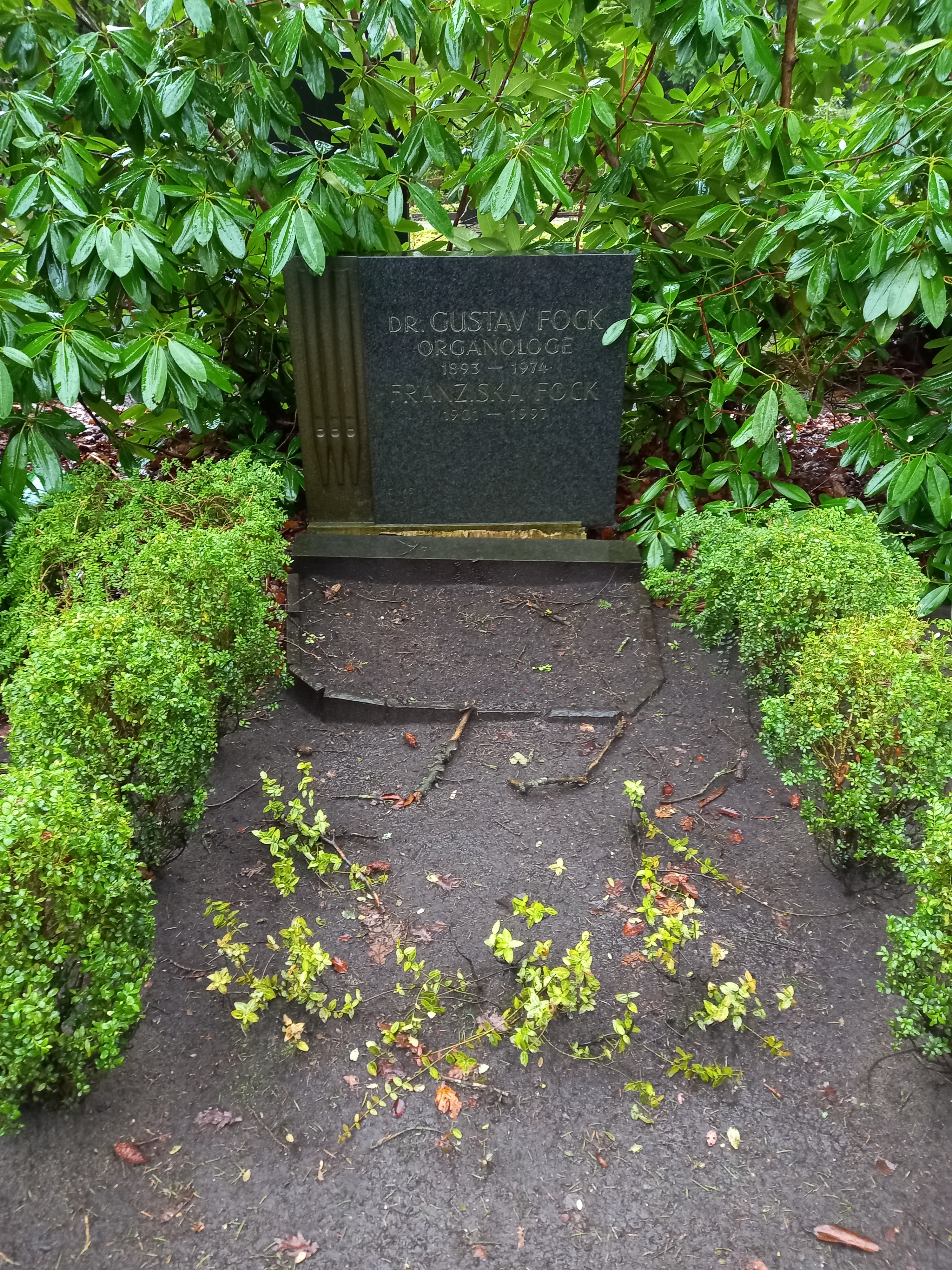
Das Grab von Gustav Fock und seiner Ehefrau Franziska auf dem Friedhof Blankenese in Hamburg

Gustav Fock (* 18. November 1893 in Neuenfelde; † 12. März 1974 in Hamburg-Blankenese) war ein deutscher Musikhistoriker, Herausgeber Alter Musik und Orgelkundler. Er gilt als bedeutendster Schnitger-Forscher seiner Zeit.

## Leben und Werk
Fock wurde 1893 als Kapitänssohn aus einer Familie von Seefahrern geboren. Sein Vater hieß Claus Hinrich Fock und starb bereits 1913. Seine Mutter war Greta, geb. Fortriede, verw. Fock, verw. Tiedemann († 1969). Claus Hinrich Fock war Eigner und Schiffer (Kapitän) der zweimastigen, Besanewer genannten, Schiffe „Cadet“ und später „Greta“.
Durch die unmittelbare Nähe zur Wirkungsstätte von Arp Schnitger – der ebenfalls in Neuenfelde geboren wurde – und die Begegnung mit der dortigen Orgel Schnitgers wurde seine lebenslange Faszination für diesen Orgelbauer geweckt. Er besuchte 1919/20 die Akademie für Kirchen- und Schulmusik in Berlin-Charlottenburg, um anschließend Musikwissenschaft bei Max Seiffert an der Universität Berlin und bei Fritz Stein in Kiel zu studieren, wo er 1931 über „Hamburgs Anteil am Orgelbau im niederdeutschen Kulturgebiet“ promovierte. Anschließend war er bis zu seiner Pensionierung (1958) Studienrat für Musik an Hamburger Gymnasien. Er wohnte bis zu seinem Tod im Jahr 1974 in Hamburg-Blankenese.
In musikalischer Hinsicht wurde Fock insbesondere von seinem Lehrer Max Seiffert geprägt. Auch übte die Orgelbewegung ihren Einfluss auf Fock aus. Er verfasste zahlreiche musikgeschichtliche Abhandlungen, insbesondere über die norddeutsche und niederländische Orgelkultur. 1942 bis 1949 untersuchte er die Musikgeschichte von St. Michaelis Lüneburg, konnte diese Arbeit aber nicht fertigstellen. Fock veranstaltete Orgelfahrten, um die historischen Orgeln einem breiten Publikum zu erschließen. In besonderer Weise galt sein Interesse der Schnitger-Orgel in Hamburg, St. Jacobi.
1955 und 1960 entdeckte Fock zwei Manuskripte der „Zellerfelder Tabulatur“, eine der wichtigsten Quelle für die Orgelwerke Jan Pieterszoon Sweelincks und seiner Schule. Von besonderer Bedeutung sind die bis zu dieser Zeit teils unbekannten Choralbearbeitungen und Magnificat-Vertonungen von Heinrich Scheidemann, die er auch veröffentlichte. Sein Lebenswerk ist eine Monografie über „Arp Schnitger und seine Schule“, die erst postum in seinem Todesjahr erschien. Eine Veröffentlichung des 1940 fertiggestellten Manuskripts hatte sich im Zweiten Weltkrieg verzögert und war aufgrund einer Bombardierung verloren gegangen. Glücklicherweise blieb Focks akribisch erstellte Materialsammlung erhalten. Focks Abhandlung ist das grundlegende Werk über Arp Schnitger, seine Vorgänger und Nachfolger und Schnitgers sämtliche Orgelbauten.
Neben seiner publizistischen Tätigkeit war Fock ausführender Musiker und war als Dirigent für einige Erstaufführungen, vor allem von Telemann-Kantaten, verantwortlich, die er auch publiziert hat.
Das umfassende musikalische Nachlass-Archiv Focks integriert den wissenschaftlichen Nachlass von Max Seiffert. Seit 1987 steht der größte Teil in der Staats- und Universitätsbibliothek Hamburg. Der Rest befand sich in Osterholz-Scharmbeck unter der Obhut von Harald Vogel und sollte mithilfe der Hochschule für Künste Bremen systematisch aufgearbeitet und digitalisiert werden. Der Bestand wurde 2011 der Arp Schnitger Gesellschaft in Golzwarden übergeben, die es dem Staatsarchiv in Oldenburg aushändigte.

## Veröffentlichungen
- Gustav Fock, Hans-Cord Sarnighausen: Zur Musik und Glasmalerei in St. Michaelis Lüneburg. Verlag Husum, Husum 2004, ISBN 3-89876-190-8 (posthum).
- Gustav Fock: Hamburg’s Role in Northern European Organ Building. Westfield Center, Easthampton MA 1995, ISBN 0-9616755-3-5.
- Gustav Fock: Arp Schnitger und seine Schule. Ein Beitrag zur Geschichte des Orgelbaues im Nord- und Ostseeküstengebiet. Bärenreiter, Kassel 1974, ISBN 3-7618-0261-7.
- Gustav Fock: Der historische Orgelbau im Küstengebiet zwischen Hamburg und Groningen (16.-18. Jahrhundert). In: Acta Organologica. Nr. 1, 1967, S. 11–21.
- Gustav Fock: Zur Biographie des Bach-Schülers Johann Christian Kittel. In: Bach-Jahrbuch. Band 49, 1962, ISSN 0084-7682, S. 97–104.
- Gustav Fock: Zur Geschichte der Schnitgerorgel in St. Jakobi in Hamburg. In: Die Arp-Schnitger Orgel der Hauptkirche St. Jacobi, Hamburg. Kirchenvorstand der Hauptkirche St. Jacobi zu Hamburg, Hamburg 1961.
- Gustav Fock (Hrsg.): 900 Jahre Neuenfelde. Ausschuss für die Gestaltung der 900-Jahrfeier Hamburg-Neuenfelde. 2. Auflage. Lühmann, Hamburg-Neuenfelde 1959.
- Gustav Fock: Brahms und die Musikforschung. In: Heinrich Husmann (Hrsg.): Beiträge zur hamburgischen Musikgeschichte. Band 1. Musikwissenschaftliches Institut, Hamburg 1959, S. 46–69 (Internationaler Musikwissenschaftlicher Kongreß 1956).
- Gustav Fock: Die Hauptepochen des norddeutschen Orgelbaues bis Schnitger. In: Walter Supper (Hrsg.): Orgelbewegung und Historismus. Berlin 1958, S. 36–48.
- Gustav Fock: Dietrich Becker; Erasmus Bielfeldt; Erasmus Flor; Kaspar Förster sen.; Matthias Mercker; Peter Morhard; Johann Michael Röder; Heinrich Scheidemann; Hans Scherer d. J.; Arp Schnitger; Johann Steffens; Fried(e)rich Stellwagen; Zellerfelder Orgeltabulaturen. In: Die Musik in Geschichte und Gegenwart. 1. Auflage. Bärenreiter, Kassel (1951–1973).
- Gustav Fock: Der junge Bach in Lüneburg. 1700 bis 1702. Merseburger, Hamburg 1950.
- Gustav Fock: Die Wahrheit über Bachs Aufenthalt in Lüneburg. Hamburg, Hansischer Gildenverlag 1950.
- Gustav Fock: Hamburgs Anteil am Orgelbau im niederdeutschen Kulturgebiet. In: Zeitschrift des Vereins für Hamburgische Geschichte. Nr. 38, 1939, S. 289–373 (uni-hamburg.de – vgl. die engl., überarb. Fassung Hamburg’s Role, 1995).

als Herausgeber
- Johann Stephani: Studentengärtlein. Neue teutsche weltliche Madrigalia und Balletten. Möseler Verlag, Wolfenbüttel 1958.
- Heinrich Scheidemann: Orgelwerke. 1. Choralbearbeitungen. 7. Auflage. Bärenreiter-Verlag, Kassel 2006.
- Heinrich Scheidemann: Orgelwerke. 2. Magnificat-Bearbeitungen. 3. Auflage. Bärenreiter-Verlag, Kassel 2006.
- Georg Philipp Telemann: Trauer-Kantate. »Du aber, Daniel, gehe hin«, für Sopran, Bass, vierstimmigen gemischten Chor, Flöte, Oboe, Violine, zwei Violen da gamba und Basso continuo. 8. Auflage. Bärenreiter-Verlag, Kassel 2008.
- Georg Philipp Telemann: »Ehre sei Gott in der Höhe«. In festo nativitatis; Weihnachtskantate für Sopran, Alt, Tenor, Baß, vierstimmigen gemischten Chor, drei Trompeten, Pauken, Streicher und Basso continuo. Bärenreiter-Verlag, Kassel 1969.
- Georg Philipp Telemann: »Ew’ge Quelle, milder Strom«. Kantate auf den Sonntag Cantate; für mittlere Stimme, Querflöte (Violine) und Basso continuo. Bärenreiter-Verlag, Kassel 1971.
- Georg Philipp Telemann: »Gott will Mensch und sterblich werden«. Kantate zum Fest der Verkündigung Mariä … für hohe Stimme, Violine und Basso continuo. Bärenreiter-Verlag, Kassel 1971.
- Georg Philipp Telemann: Der Harmonische Gottesdienst. 72 Solokantaten für 1 Singstimme, 1 Instrument und Basso continuo, Hamburg 1725/26. 2. Auflage. Bärenreiter-Verlag, Kassel 2007.
- Georg Philipp Telemann: »Ihr Völker, hört«. Kantate am Fest der Heiligen drei Könige; für mittlere Stimme, Querflöte und Basso continuo. 9. Auflage. Bärenreiter-Verlag, Kassel 2005.
- Georg Philipp Telemann: »Jauchzt, ihr Christen, seid vergnügt«. Kantate am dritten Osterfeiertag für hohe Stimme, Violine und Basso continuo. Bärenreiter-Verlag, Kassel 1971.
- Georg Philipp Telemann: »Ruft es aus in alle Welt«. Weihnachtskantate für Sopran, Alt, Tenor, Bass, vierstimmigen gemischten Chor, drei Trompeten, Pauken, Streicher und Basso continuo. Bärenreiter-Verlag, Kassel 1970.